# Dialogi konfucjańskie

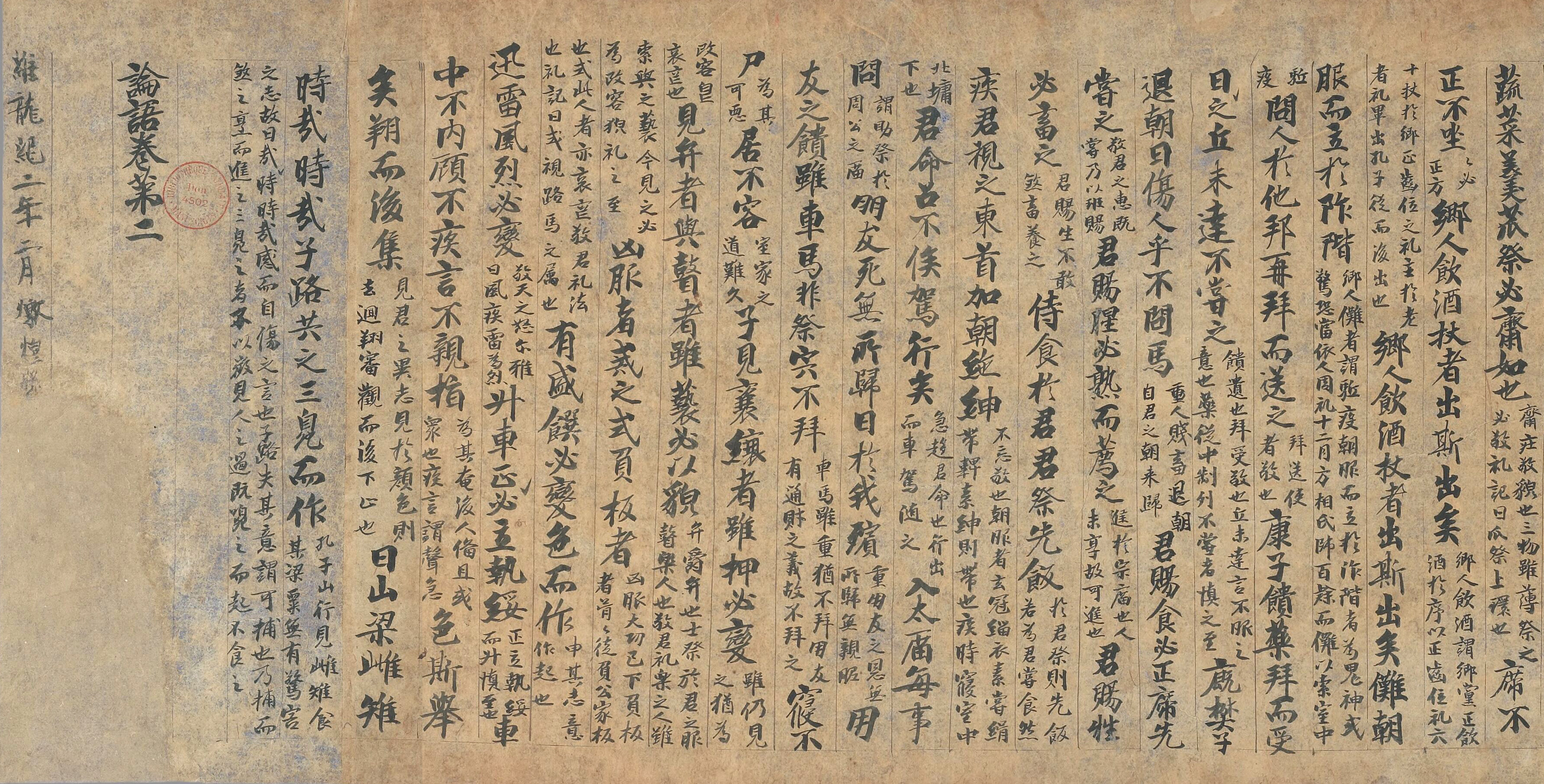
Fragment rękopisu Dialogów Konfucjańskich z tekstem ustalonym przez Kong Anguo i komentarzem Zheng Xuana odnaleziony w Jaskiniach Mogao. Datowany era Longji, rok drugi (czyli 890 n.e.), mógł być jednak przepisany w połowie VIII w. Bibliothèque nationale

Dialogi konfucjańskie – dzieło o 20 rozdziałach i 497 wersach, zawierające aforyzmy, maksymy i krótkie przypowieści Konfucjusza (551-479 p.n.e.), spisane przez jego uczniów, prawdopodobnie przez drugie ich pokolenie. Obecny tytuł (Lunyu) pojawił się w czasie dynastii Han (206 p.n.e.-220 n.e.). Pod koniec panowania Hanów dawniejsze wersje zastąpiła nowa kompilacja. Najważniejszym wydaniem dzieła była krytyczna edycja z 1190 roku, opracowana przez Zhu Xi.
Księga charakteryzuje się znaczną fragmentarycznością i aforystycznością, jest zbiorem wypowiedzi nieuporządkowanych, a często wzajemnie sprzecznych. Spina je jednak kluczowe pojęcie filozofii Konfucjusza czyli Ren (moralność), które pojawia się ponad 100 razy. Istotą ren jest miłość. Kiedy Fan Chi spytał o znaczenie ren Konfucjusz odpowiedział: "kochać ludzi". Ren to uczucie praktyczne i rozwijane przez edukację. Dzieli się ono na Xiao (miłość dzieci do rodziców), Di (szacunek dla rówieśników), Zhong (lojalność wobec władcy) i Li (normy zachowania). Proces prowadzący do osiągnięcia przez człowieka ren związany jest z przestrzeganiem przez niego społecznego kodeksu moralnego i obowiązujących obyczajów. Stąd Li jest nietrwałe i zmienia się w czasie, w zależności od okoliczności. Konfucjusz zalecał dostosowywanie się człowieka do postępu cywilizacyjnego, który uznawał za naturalną kolej rzeczy. To, co jest niezmienne w Li nosi nazwę Yi (prawość), lecz filozof nie definiował tego pojęcia, uznając go jedynie za przejaw zdrowego rozsądku czy racji moralnej. Jednostka winna dążyć do integracji opierając swe funkcjonowanie na zasadzie "dawania i brania".
Konfucjusz był przeciwny utrzymywaniu porządku przy pomocy siły i rozbudowanego prawa. Jego król-mędrzec powinien "rządzić przez moralność, jakby był Gwiazdą Polarną". Do argumentu siły należy się odwołać tylko w ostateczności. Przy umiejętnym sprawowaniu władzy surowe kary nie będą potrzebne. Rząd może wtedy działać na zasadzie wu wei (nieingerowania), które jest możliwe w przypadku solidnego fundamentu wychowania. Z kolei bez wychowania państwo czy rodzina zawsze pogrąży się w chaosie, niezależnie od podejmowanych wysiłków.
Konfucjusz wyznawał zasadę zhengming polegającą na tym, że każdy powinien zachowywać się i być traktowanym w zależności od pozycji społecznej jaką zajmuje. "Niech władca będzie władcą, minister ministrem, ojciec ojcem, a syn synem". Jego nauka jest odpowiednikiem europejskiego humanizmu, odwołuje się do przyrodzonej człowiekowi cnoty, którą należy wydobyć na jaw za pomocą zdecydowanie nie mistycznych metod samopoznania. Z tym zastrzeżeniem, że mniejszą rolę odgrywa w nich typowy dla Zachodu indywidualizm, a większą jednostka jako element społeczności. Dla Konfucjusza cnota jest nagrodą samą w sobie, należy być szlachetnym, nawet jeżeli się to nie opłaca. Celem doktryny mędrca było wprowadzenie pokoju i osiągnięcie harmonii.

## Wydania w języku polskim
- Dialogi konfucjańskie, przeł. i opr. Krystyna Czyżewska-Madajewicz, Mieczysław Jerzy Künstler, Zdzisław Tłumski; Zakład Narodowy im. Ossolińskich, Wrocław 1976
- Konfucjusz, Dialogi, Biblioteka Filozofów, Hachette, Warszawa 2008, ISBN 978-83-7575-174-1
- Konfucjusz, Analekta, przeł. Katarzyna Pejda, Wydawnictwa Uniwersytetu Warszawskiego, Warszawa 2019, ISBN 978-83-235-3650-5